# Япунджа Новая
Япунджа́ Но́вая (также Япунджа (Ротта) ; укр. Япунджа Нова, крымскотат. Yañı Yapunca, Янъы Япунджа) — исчезнувшее село в Первомайском районе Республики Крым, располагавшееся в центре района, в степной части Крыма, примерно в 1,5 километрах юго-западнее современного села Выпасное.

## История
Впервые в исторических документах название встречается в Статистическом справочнике Таврической губернии. Ч.II-я. Статистический очерк, выпуск пятый Перекопский уезд, 1915 год, согласно которому на хуторе Япунджа (Ротта) числилось 3 двора с немецким населением в количестве 20 человек приписных жителей и 23 — «посторонних».
После установления в Крыму Советской власти и учреждения 18 октября 1921 года Крымской АССР, в составе Джанкойского уезда был образован Курманский район, в состав которого включили село. В 1922 году уезды получили название округов. 11 октября 1923 года, согласно постановлению ВЦИК, в административное деление Крымской АССР были внесены изменения, в результате которых был ликвидирован Курманский район и село включили в состав Джанкойского. Согласно Списку населённых пунктов Крымской АССР по Всесоюзной переписи 17 декабря 1926 года, в селе Япунджа Новая, Акчоринского (русского) сельсовета Джанкойского района, числилось 9 дворов, все крестьянские, население составляло 48 человек, из них 45 немцев и 3 записаны в графе «прочие». В последний раз селение встречается на карте 1931 года, а на карте 1942 года его уже нет.